# Ponejukai
Ponejukai - Понежукай (rus) és un aül de la República d'Adiguèsia, a Rússia. Es troba prop del riu Aptxas, a l'embassament de Krasnodar, a 65 km al nord-oest de Maikop, la capital de la república.
Pertanyen a aquest municipi el possiólok de Zarià, els khútors de Kolos, Kotxkin i Xunduk i els aüls Netxerezi, Neixukai i Pxikuikhabl.

## Història
La vila fou fundada el 1800. El 1924 fou designat l'aül com centre administratiu de la regió de Djidjikhabl. El 1925 la regió canvià de nom a Ponejukai. El 1929 és confirmat com cap de regió dins de la rebatejada Província Autònoma d'Adiguèsia, però de la regió Psekupski. El 1934 torna a ser centre de la regió de Ponejukai, que el 1940 canvia de nom a Teutxejski. El 1956 passà a formar part de la regió de Takhtamukaiski, perdent l'estatus de cap de regió el 1963, i el 2000 finalment fou designat cap de la regió de Teutxejski novament.